# Southeast Division (National Basketball Association)
Southeast Division är en av sex divisioner i den nordamerikanska basketligan National Basketball Association (NBA) och den bildades inför säsongen 2004/2005. Tre gånger har ett lag från Southeast vunnit NBA-titeln. Southeast Division är en av tre divisioner som tillhör Eastern Conference och innehåller sedan säsongen 2004/2005 följande fem lag:
- Atlanta Hawks
- Charlotte Bobcats
- Miami Heat
- Orlando Magic
- Washington Wizards

## Divisionsmästare
| - 2005: Miami Heat - 2006: Miami Heat - 2007: Miami Heat - 2008: Orlando Magic - 2009: Orlando Magic - 2010: Orlando Magic - 2011: Miami Heat - 2012: Miami Heat | - 2013: Miami Heat - 2014: Miami Heat - 2015: Atlanta Hawks - 2016: Miami Heat - 2017: Washington Wizards - 2018: Miami Heat - 2019: Orlando Magic |

## Southeast Division-titlar
- 9: Miami Heat
- 4: Orlando Magic
- 1: Atlanta Hawks
- 1: Washington Wizards

## NBA-mästare från Southeast Division
- 2005/2006 – Miami Heat
- 2011/2012 – Miami Heat
- 2012/2013 – Miami Heat